# Пляцковський Михайло Спартакович
Михайло Спартакович Пляцковський (2 листопада 1935, м. Єнакієве, Сталінська область (нині — Донецька область — 26 січня 1991, м. Москва) — радянський поет-пісняр, драматург.

## Життєпис
Народився 2 листопада 1935 в Єнакієве (нині Донецької області). Закінчив Літературний інститут імені О. М. Горького (1961). Член спілки письменників СРСР (1973).
Працював у творчому союзі з композиторами В. Я. Шаїнським, С. С. Туліковим, В. Г. Добриніним, Ю. М. Антоновим та іншими.
Помер 26 січня 1991 року. Похований у Москві на Троєкуровському цвинтарі.

## Творчість

### Популярні пісні
Перша професійна пісня написана з композитором С. А. Заславським «Марш космонавтів». В 60-70 роки Михайло Пляцковський стає одним із провідних поетів-піснярів. На його вірші були написані такі популярні пісні:
- БАМовский вальс (муз. С. Тулікова) — виконавець ВІА «Самоцветы»;
- Берёзовый вечер (муз. С. Тулікова) — виконавець Валентина Толкунова;
- Видно, так устроен свет (муз. Д. Тухманова) — виконавець Майя Кристалінська:
- Возьми гитару (муз. А. Лепина) — виконавець Клавдія Шульженко;
- Волга в сердце впадает моё (муз. Б. Савельева) — виконавець Марія Пахоменко;
- Всё равно мы встретимся (муз. А. Бабаджаняна) — виконавець Вадим Мулерман;
- Говорящая собачка (муз. В. Добриніна) — виконавець Єфим Шифрін;
- Гололёд (муз. В. Шаїнського) — виконавець Володимир Макаров;
- Город юности моей (муз. С. Тулікова) — виконавець Валентин Будилін;
- Губная гармошка (муз. В. Добриніна) — виконавець Сергій Крилов;
- Девчонка из квартиры 45 (муз. А. Мажукова) — виконавці Микола Гнатюк та ВІА «Здравствуй, песня»;
- Девчонки, которые ждут (муз. С. Тулікова) — виконавець Михайло Чуєв;
- Десять птичек (муз. В. Добриніна) — виконавець Володимир Маркін;
- Детства последний звонок (муз. А. Бабаджаняна) — виконавець ВІА «Пламя»;
- До шестнадцати лет (муз. С. Тулікова) — виконавець ВІА «Пламя»;
- Дорога железная (муз. В. Шаїнського) — виконавець ВІА «Самоцветы»;
- Еду я (муз. А. Ешпая) — виконавець Тамара Міансарова
- Если есть любовь (муз. Є. Мартинова) — виконавці Євген Мартинов та Ірина Понаровська;
- Есть посёлок такой (муз. В. Шаїнського) — виконавець Володимир Макаров;
- Ещё раз про любовь (муз. М. Фрадкіна) — виконавці Алла Йошпе та Стахан Рахімов;
- Играет орган (муз. Д. Тухманова) — виконавець Валерій Ободзінський;
- Именины снега (муз. М. Чуева) — виконавець Юрій Антонов
- Ищи меня по карте (муз. М. Фрадкіна) — виконавець Лев Полосін і Борис Кузнецов
- Кому что нравится (муз. В. Добриніна) — виконавець Вячеслав Добринін;
- Конопатая девчонка (муз. Б. Савельєва) — виконавець ВІА «Лейся песня»
- Красный конь (муз. М. Фрадкіна) — виконавець Валентин Дьяконов
- Кукушка (муз. Н. Богословського) — виконавець Алла Пугачова
- Лада (муз. В. Шаїнського) — виконавець Вадим Мулерман;
- Лайла (муз. Л. Ріда) — виконавець Еміль Горовец
- Ленинградская баллада(муз. М. Фрадкіна) — виконавець Едуард Хіль
- Летка-енка
- Любви начало (муз. С. Тулікова) — виконавець Ксенія Георгіаді;
- Любимые женщины  (муз. С. Тулікова) — виконавець Лев Лещенко;
- Мамины глаза (муз. Є. Мартинова) — виконавець Євген Мартинов
- Милосердье (муз. М.Чуева) — виконавець Лариса Кандалова
- Может нас любовь нашла (муз. С. Тулікова) — виконавці Тетяна Рузавіна таі Сергій Таюшев;
- Мой адрес — море (муз. Б. Савельева) — виконавець Едуард Хіль
- Молодость песней станет (муз. Н. Богословського) — виконавець Ксенія Георгіаді
- Морзянка (муз. М. Фрадкіна) — виконавець Володимир Трошин;
- Мужская дружба (муз. А. Флярковського) — виконавець Володимир Трошин;
- Над Россией моей (муз. С. Тулікова) — виконавець Борис Жаворонков;
- Крыша дома твоего (муз. Ю. Антонова) — виконавець Юрій Антонов та ін.
- Не зря мне люди говорили (муз. С. Тулікова) — виконавець Валентина Толкунова
- Не повторяется такое никогда (муз. С. Тулікова) — виконавець ВІА «Самоцветы»;
- Не пойду к тебе мириться (муз. С. Тулікова) — виконавець Володимир Трошин;
- Не разлюби меня (муз. Є. Мартинова) — виконавець Людмила Зикіна
- Не рвите цветы (муз. Ю. Антонова) — виконавець Юрій Антонов
- Ну чем мы не пара (муз. Е. Крилатова) — виконавець Андрій Міронов
- О чём шептал мне старый сад (муз. С. Тулікова) — виконавець Клавдія Шульженко;
- Обратной дороги нет (муз. Г. Гладкова) — виконавець Володимир Макаров
- Одноклассники (муз. В. Дмитрієва) — виконавець ВК Аккорд
- Очередь за счастьем (муз. Є. Птічкіна) — виконавець Валентина Толкунова
- Первая ошибка (муз. В. Добриніна) — виконавець Віктор Міщенко;
- Песенка вполголоса (муз. С. Заславського) — виконавець Аїда Ведіщева
- Пехота есть пехота (муз. Н. Богословського) — виконавець Владислав Коннов
- Погремушка (муз. В. Добриніна) — виконавець Ольга Зарубіна;
- Причал (муз. В. Добриніна) — виконавець ВІА «Пламя»;
- Просто не верится(муз. В. Добриніна) — виконавець ВІА «Самоцветы»;
- Просто показалось (муз. П. Аедоницького) — виконавець Лев Лещенко
- Раз и навсегда (муз. В. Добриніна) — виконавець ВІА «Самоцветы»;
- Раз на раз не приходится (муз. В. Добриніна) — виконавецьОлексій Кондаков (група «Доктор Шлягер»);
- Рассвет — чародей (муз. В. Шаїнського) — виконавець Геннадій Бєлов
- Родные места (муз. Ю. Антонова) — виконавець Юрій Антонов
- Ромашковая Русь (муз. Ю. Чичкова) — виконавецьЄкатерина Шавріна
- Рыжая метелица (муз. В. Добриніна) — виконавець ВІА «Лейся песня»;
- Синица (муз. Ю. Петерсона) — виконавець ВІА «Самоцветы»;
- Сказки гуляют по свету (муз. Є. Птічкіна) — виконавець Валентина Толкунова
- Слайды (муз. Д. Тухманова) — виконавець Софія Ротару
- Снится солдатам дом родной (муз. Є. Мартинова) — виконавець Євген Мартинов
- Старинное танго (муз. А. Мажукова)
- Страна «Перевертундия» (муз. В. Добриніна) — виконавець Катерина Семенова;
- Третий человек (муз. Д. Тухманова) — виконавець ВК Аккорд
- Ты других не лучше (муз. Є. Птічкіна)
- Ты сама придумала (муз. В. Добриніна) — виконавець Ігор Іванов (ВІА «Надежда»);
- У нас на заставе (муз. Н. Богословського) — виконавець Михайло Чуєв
- У нас своя компания(муз. В. Добриніна) — виконавець «Хор зірок російської естради»;
- Увезу тебя я в тундру (муз. М. Фрадкіна) — виконавець ВІА «Самоцветы»;
- Цирк шапито (муз. Є. Птічкіна) — виконавець ВІА «Пламя»;
- Через две зимы (муз. В. Шаїнського) — виконавець Араїк Бабаджанян;
- Что со мной ты сделала (муз. В. Добриніна) — виконавець ВІА «Самоцветы»;
- Что такое комсомол (муз. С. Тулікова) — виконавецьГригорій Гаркуша
- Чужая ты (муз. В. Добриніна) — виконавець ВІА «Красные маки»;
- Ябеда (муз. В. Добриніна) — виконавець Сергій Мінаєв;
- Ягода-малина (муз. В. Добриніна) — виконавець Валентина Легкоступова

#### Дитячі пісні
- Бюро находок;
- В детстве всё бывает (муз. В. Добриніна) — виконавці Родіон Газманов та Вячеслав Добринін;
- Возле моря Чёрного;
- Вот, что такое Артек!;
- Всё мы делим пополам (муз. В. Шаїнського) —  — виконавці Алла Пугачова та Едуард Хіль;
- Всё сбывается на свете;
- Всё, что сердцу дорого;
- Гайдару — салют! (все[прояснити] — муз. Євгена Крилатова);
- Дважды два — четыре(муз. В. Шаїнського);
- Детство — это я и ты;
- Дружат дети на планете;
- Если добрый ты (муз. Б. Савельєва; з пісень кота Леопольда);
- Лучше папы друга нет(муз. Б. Савельєва);
- Настоящий верный друг (муз. Б. Савельєва);
- Не дразните собак (муз. Є. Птічкіна);
- Песня о волшебном цветке (муз. Ю. Чічкова);
- Песня о ремонте;
- Песня о цирке (муз. В. Шаїнського) — виконавець О. Попов;
- Пионерская сказка (Артек);
- Пионеры — пионерия;
- Подарки;
- Праздник детства;
- Разговор со старой фотографией;
- Танцуйте сидя;
- Улыбка;
- Хвост за хвост (муз. Б. Савельєва; з пісень кота Леопольда);
- Чему учат в школе.
- Разом з М. Пляцковським Юрій Антонов пише дитячу музичну казку — мюзикл «Пригоди коника Кузі».

### Поезія
- «Дневник Кузнечика Кузи» (1979);
- «Дружба начинается с улыбки: Стихи» (1979);
- «Дудочка: Стихи» (1966);
- «Елка бегает по тундре» (1972);
- «Зелёный дом» (1966);
- «Ищи меня по карте: Стихи и песни» (1968);
- «Комната смеха: Веселые стихи» (1967);
- «Молодость песней станет: Стихи» (1983);
- «Мы с папой — первоклассники» (1964);
- «Радуга в руках: Стихи» (1972);
- «Семиструнка: Стихи и песни» (1983);
- «Солнышко на память: Сказки» (1975);
- «Ты об этом песню расспроси: Стихи» (1975);
- «Утренний вальс: Стихи» (1980);
- «Цветок пустыни» (1979; співавтор — Ю. І. Шишмонін).
- «Юля-чистюля» (1966; співавтор — С. К. Бялковський).
- «Я на облаке летал: Стихи, сказки, песенки, считалки, кричалки, шутки-малютки» (1969).